# Grandhotel Pupp
Grandhotel Pupp is een hotel in de Tsjechische stad Karlsbad (Karlovy Vary). Het hotel heeft 228 suites en een casino. Elk jaar wordt hier het internationaal filmfestival van Karlsbad gehouden.
De geschiedenis van het hotel begint in 1701 als het oudste deel van het hotel geopend wordt. Er was namelijk behoefte aan een kuuroord vanwege de verschillende warmwaterbronnen die in de stad ontspringen. Het hotel heette toen nog de Sächsischer Saal. Vrij snel werd echter de naam Böhmischer Saal gebruikt. Eind achttiende eeuw kwam het hotel in handen van Jan Jiří Pop, die zich na verloop van tijd Johann Georg Pupp ging noemen. Het hotel kreeg toen de huidige naam.
Het complex werd groter doordat meer gebouwen bij het hotel werden getrokken. Eind negentiende eeuw werd het Oostenrijkse architectenduo Fellner & Helmer, die in Oost-Europa al de nodige operagebouwen hadden ontworpen, aangetrokken om de gevels van het hotel in neo-barokke stijl te herontwerpen. In de jaren twintig werd het hotel grondig gerestaureerd en kregen alle kamers een badkamer. In 1951 werd het hotel genationaliseerd en hernoemd in Grandhotel Moskva. In 1989 werd de oude naam weer ingevoerd.
Het hotel is te zien de James Bondfilm Casino Royale uit 2006. Het moest toen het fictieve Hotel Splendide in Montenegro voorstellen. Het hotel is ook te zien in de film Last Holiday, ook uit 2006.

## externe link
- https://www.pupp.cz/en/ website van het hotel